# Gonomyia amblystyla
Gonomyia amblystyla är en tvåvingeart som beskrevs av Alexander 1968. Gonomyia amblystyla ingår i släktet Gonomyia och familjen småharkrankar. Inga underarter finns listade i Catalogue of Life.